# Oryza meyeriana
Espèce
Oryza meyeriana est une espèce de plantes monocotylédones de la famille des Poaceae, sous-famille des Oryzoideae, originaire de l'Asie tropicale. 
Ce sont des plantes herbacées vivaces, cespiteuses, aux tiges (chaumes) dressées, pouvant atteindre 60 à 100 cm de long. L'inflorescence est une panicule.
Cette espèce de riz sauvage diploïde (2n=24), au génome de type GG, fait partie du pool génique tertiaire du riz cultivé (Oryza sativa). Elle présente des caractères intéressants sur le plan économique, tels que la tolérance à l'ombre (en) ou l'adaptation aux sols aérobies.
Étymologiel'épithète spécifique, « meyeriana », est un hommage au botaniste allemand, Ernst Heinrich Friedrich Meyer (1791-1858).

## Liste des sous-espèces et variétés
Selon Tropicos (7 novembre 2017) (Attention liste brute contenant possiblement des synonymes) :
- sous-espèce Oryza meyeriana subsp. abromeitiana (Prod.) Tateoka
- sous-espèce Oryza meyeriana subsp. granulata (Nees & Arn. ex G. Watt) Tateoka
- sous-espèce Oryza meyeriana subsp. meyeriana
- sous-espèce Oryza meyeriana subsp. tuberculata W.C. Wei & Y.G. Lu
- variété Oryza meyeriana var. granulata (Nees & Arn. ex G. Watt) Duist.
- variété Oryza meyeriana var. indandamanica (J.L. Ellis) Veldkamp
- variété Oryza meyeriana var. meyeriana